# .bw

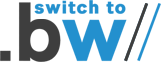

.bw는 보츠와나의 인터넷 국가 코드 최상위 도메인이다. 보츠와나 대학교가 관리하고있다. 보츠와나의 일부 ISP에서는 이러한 서비스를 제공하며 종이 우편으로 신청서를 작성하여야 등록을 마칠 수 있다. 최근에는 co.bw와 org.bw과 같은 2차 도메인 아래의 3차 도메인으로 등록할 수 있지만 2차 도메인의 등록도 가능하다.